# 高畠華澄
高畠 華澄（たかばたけ かすみ、1990年10月16日 - ）は、日本の女優。東京都出身。身長：161cm・バスト86cm・ウェスト60cm・ヒップ88cm・靴サイズ22.5cm。
血液型：AB型。
趣味：スキー・ジャズダンス・ピアノ・フィギュアスケート。JVCエンタテインメント・宝映テレビプロダクション、ハーキュリーズを経て宝映テレビプロダクションに所属。

## 出演

### テレビドラマ
- 行け行けイケメン!（2000年、日本テレビ） - 荒木幸子 役
- フードファイト（2000年、日本テレビ）
  - フードファイト 香港死闘編（2001年4月1日）
  - フードファイト 深夜特急死闘編（2001年9月29日）
- 百獣戦隊ガオレンジャー 第34話（2001年、テレビ朝日）
- ウルトラマンコスモス 第16話（2001年、毎日放送） - 立花茜 役
- アンティーク 〜西洋骨董洋菓子店〜（2001年、フジテレビ）
- 渡る世間は鬼ばかり（2003年、TBS）
- はみだし刑事情熱系 第7シリーズ 第11話（2003年、テレビ朝日）
- 月曜ドラマシリーズ「夢みる葡萄〜本を読む女〜」（2003年、NHK） - 小川英子 役
- ドラマ30「ヤ・ク・ソ・ク」（2005年、毎日放送） - 井出志保 役
- がんばっていきまっしょい（2005年、関西テレビ） - 大西佳代 役
- 日曜劇場「冗談じゃない!」（2007年、TBS） - あけみ 役
- 土曜ワイド劇場「北多摩署・蟹沢刑事の特捜事件ファイル!」（2007年、朝日放送）
- 水曜ミステリー9「山村美紗サスペンス 不倫調査員・片山由美10 京都化野・梅若絵巻殺人事件」（2008年、テレビ東京）
- 土曜ワイド劇場「再捜査刑事・片岡悠介」（2010年3月13日、テレビ朝日） - 小池めぐみ 役
- 花祭（2009年10月3日、CBC） - 白山茜 役（主演）
- 相棒 Season9 第12話（2011年1月19日、テレビ朝日） - 武本麻美 役
- ドラマ10「いつか陽のあたる場所で」（2013年、NHK） - 結城美穂 役

### バラエティ
- テンパイ（テレビ東京）
- コメディーお江戸でござる（NHK）
- 日曜スペシャル「ルールの穴」（日本テレビ）
- ぐるぐるナインティナイン（日本テレビ）
- 21世紀の宇宙へ（CS）

### 映画
- 好夏2 ミントプロトコル（オリジナルビデオ） - ルルカ 役

### DVD
- Sweet 高畠華澄
- こどものこわい話

### CM
- エバラ みそキムチ 鍋の素/すき焼のたれ
- 任天堂 ニンテンドー ゲームキューブ『ゼルダの伝説 4つの剣+』
- コナミ 『ダンスダンスレボリューション ふぁみマット』

### 舞台
- 美少女戦士セーラームーン（2001年） - ちびうさ/セーラーちびムーン 役
- 鑓の権三（2002年）
- 飛べ!たんぽぽの綿毛たち!!（2003年） - 持田京子 役
- ブレインウォッシュ〜頭の中が騒ぐのさ〜（2003年）
- リボンの騎士（2003年） - ヘケート 役
- TSUTOMU（2004年）
- 飛行機雲よ、虹になれ!!（2004年） - 野々山ラン 役
- ミュージカル 森は生きている（2004年）
- DEAD LINE（2006年） - メリー 役

### 雑誌
- B.L.T.